# Sakena Yacoobi
Sakena Yacoobi (persa: سکینه یعقوبی) (1957, Herat, Afganistan) és la fundadora i Directora executiva de l'Institut Afganès d'Aprenentatge (AIL), una ONG afganesa dirigida per dones que va fundar el 1995. És coneguda per la seva tasca pels drets dels nens, les dones i en favor de l'educació. Ha obtingut reconeixement internacional per la seva tasca i ha rebut molts premis, entre els quals el Premi Opus 2013, el Premi WISE 2015 en Educació i el Premi Harold W. McGraw Jr. en Educació 2016, així com sis títols honorífics de la Universitat de Princeton.

## Biografia
Nascuda a Herat, Afganistan, Sakena Yacoobi va anar als Estats Units en la dècada de 1970 i va obtenir el títol de llicenciada en Ciències Biològiques per la Universitat del Pacífic el 1977 i un màster en Salut Pública per la Universitat Loma Linda el 1981. Abans de tornar el 1990 per treballar amb la seva gent, Sakena era professora a la D'Etre University i assessora sanitària. Mentre treballava el 1992 a Peshawar (Pakistan) en els camps de refugiats afganesos, va dirigir el programa de formació de professorat per a dones de l'International Rescue Committee, per al qual va desenvolupar una nova metodologia i manuals innovadors. Durant l'any que va estar davant d'aquesta iniciativa, va comprovar com es multiplicava el nombre de refugiades que acudien a les aules. Durant aquest temps, també va exercir com a delegada de l'Agència de Coordinació per a l'Assistència Afganesa (ACBAR), que treballava en la secció d'educació del Pla de rehabilitació de les Nacions Unides per a Afganistan.

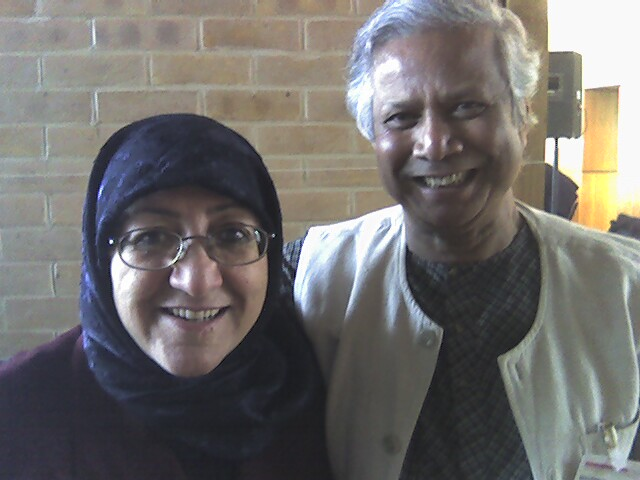
Sakena Yacoobi amb l'economista guardonat amb el premi Nobel Muhammad Yunus

Sakena Yacoobi és també co-fundadora i Vicepresidenta de Creating Hope International, una organització sense ànim de lucre amb seu a Michigan. També és fundadora d'empreses privades a l'Afganistan, incloses quatre escoles, un hospital i Ràdio Meraj, a Herat.

## Institut Afganès d'Aprenentatge

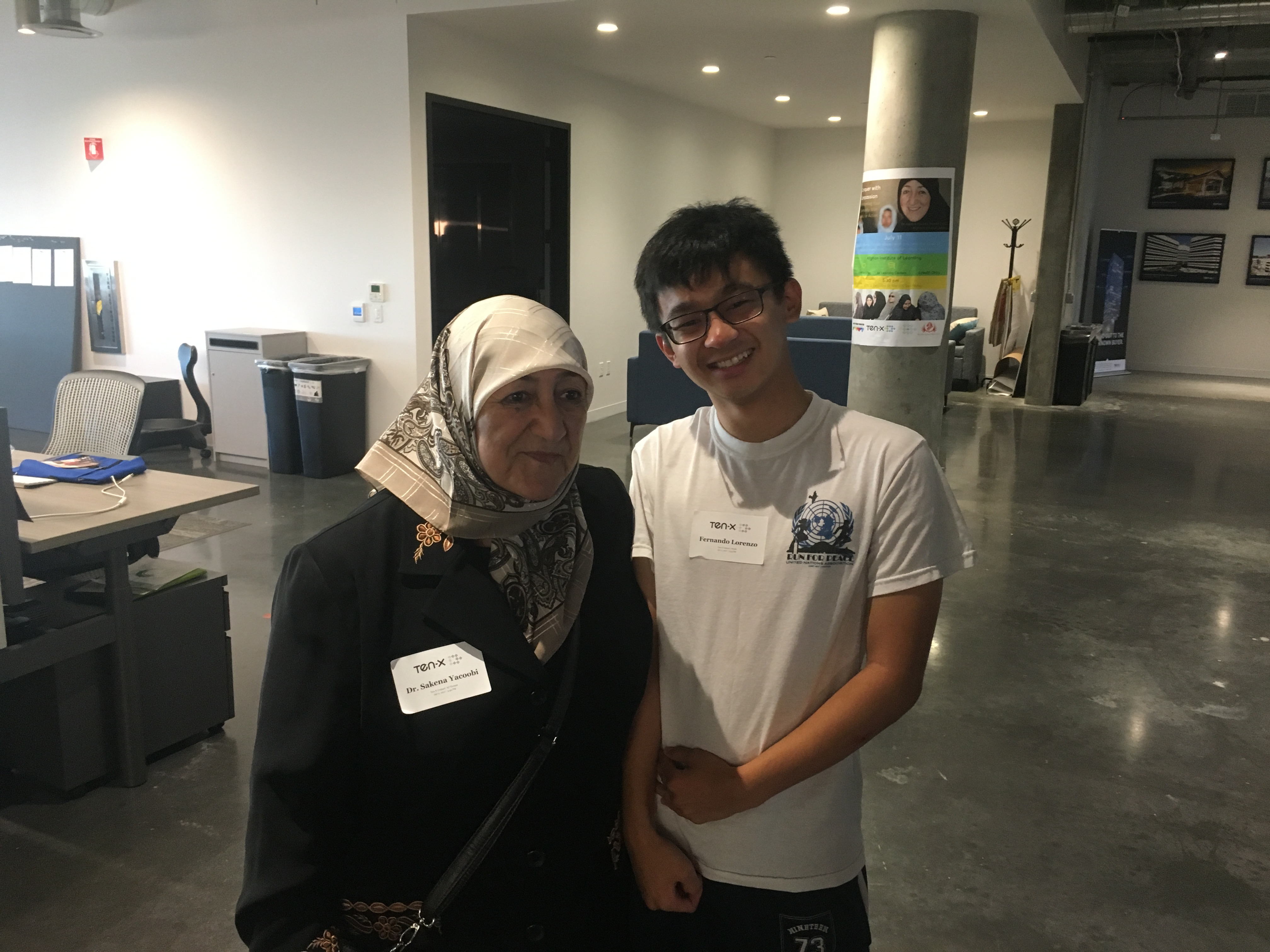
Sakena Yacoobi amb Fernando Lorenzo

L'Institut Afganès d'Aprenentatge (AIL) es va crear per proporcionar formació com a professores a les dones afganeses, a fi que poguessin donar suport a l'educació de nens i nenes i per proporcionar educació sanitària a dones i nens. Sota el lideratge de Sakena Yacoobi, l'AIL s'ha establert com una organització innovadora i visionària que treballa a nivell de base i faculta dones i comunitats per trobar maneres d'aconseguir educació i serveis sanitaris per a noies de zones rurals i urbanes pobres, dones i altres grups desfavorits afganesos.
L'AIL va ser la primera organització que va oferir formació sobre drets humans i lideratge a les dones afganeses. Durant la dècada de 1990, quan els talibans van tancar les escoles de nenes, l'AIL van donar suport a 80 escoles clandestines per a 3.000 noies. Després de la derrota dels talibans, l'AIL va ser la primera organització que va obrir centres d'aprenentatge per a dones afganeses, una idea ara imitada per moltes organitzacions de tot l'Afganistan. El 2015, l'Institut Afganès d'Aprenentatge va obrir un consultori legal per proporcionar serveis jurídics gratuïts a les dones afganeses pobres. L'AIL ha estat organitzant conferències de pau a gran escala sobre l'Afganistan, que fan servir la poesia del poeta afganès Rumi per instruir amb lliçons de justícia, drets humans, bona ciutadania i maneres de viure de manera harmònica.
Mitjançant les seves estratègies de base i un enfocament holístic, l'AIL atén ara centenars de milers de dones i nens cada any mitjançant programes de formació, centres d'aprenentatge, escoles i clíniques tant a l'Afganistan com al Pakistan. Des de 1996, milions d'afganeses s'han beneficiat dels programes d'educació, formació i salut de l'AIL.

## Reconeixements
Sakena Yacoobi i l'Institut Afganès d'Aprenentatge (AIL) han rebut reconeixement internacional pel seu esforç en favor de les dones i nens afganesos. El 2001, Sakena Yacoobi va rebre el premi Bill Graham de la Fundació Rex en reconeixement dels esforços de l'Institut Afganès d'Aprenentatge per ajudar els nens víctimes d'opressió política i violacions dels drets humans. L'AIL i la doctora Yacoobi van ser co-destinataris del Premi de Pacifistes en Acció 2003 del Centre Tanenbaum per a la Comprensió Interreligiosa i el Premi per als Drets de la Dona del 2004 de la Fundació Peter Gruber. Yacoobi i l'AIL han rebut el reconeixement de premis per part del Ministeri d'Educació a Herat (Afganistan), dels governs del districte de Mir Bacha Kot, Shakardara, Kalakan, Farza i el sisè districte de Kabul, a l'Afganistan, i de nombroses organitzacions afganeses. El 2005, la professora Yacoobi va rebre el Premi de la Democràcia concedit per la National Endowment for Democracy. Sakena Yacoobi es trobava en la candidatura conjunta de les 1.000 dones nominades per rebre el premi Nobel de la Pau de 2005.
El 2006, Sakena Yacoobi va rebre el Premi Citizen Leader de la Universitat del Pacífic a Stockton (Califòrnia) i el premi Skoll per a l'emprenedoria social. El gener del 2007, Yacoobi va ser elegida sòcia Senior, la primera membre d'Ashoka a l'Afganistan. El maig del 2007, Yacoobi va rebre un doctorat honorari en lleis per la Universitat del Pacífic pel seu lideratge i la seva tasca en drets humans per a dones i nens. El desembre de 2007, Sakena Yacoobi va rebre el Premi Gleitsman International Activist a la Universitat Harvard. El juny de 2008, va rebre el títol de doctor honoris causa de servei humanitari de la Universitat Loma Linda, reconeixent la seva destacada contribució a la societat. Al febrer de 2009, rebia el premi de la UNFPA per a la salut i la dignitat de les dones. Yacoobi va ser esmentada per la UNPFA com una defensora incansable de les dones afganeses, que ha augmentat l'alfabetització i ha millorat la salut de milers de dones i nenes afganeses malgrat dècades de conflictes armats i la prohibició durant el govern talibà que les nenes accedissin a l'educació. El març de 2009, va rebre el premi Henry R. Kravis de lideratge sense ànim de lucre per la seva tasca excel·lent. El 2010 rebia el premi Jonathan Mann per a la salut global i els drets humans i el premi Emprenedor social asiàtic de l'Any, atorgat per la Fundació Schwab.
El 2012, va ser guardonada amb el Premi Mundial de la Infància per la seva tasca en la lluita pels drets dels nens a l'educació. El 2013 va ser guardonada amb el premi Opus d'un milió de dòlars per a herois ignorats. El 2015, Yacoobi va rebre el premi WISE 2015 en educació i el 2016 el premi Harold W. McGraw Jr. en educació (internacional). El 2017 rebia el Premi Sunhak Peace.
A més de la seva feina amb l'AIL, Sakena Yacoobi ha estat ponent sobre educació per a dones i nens en diverses conferències internacionals, inclosa la Conferència del Governador de Califòrnia sobre la dona i les famílies, la conferència de la Central Eurasian Studies Society a la Universitat Harvard, el Fòrum One World de la Universitat Warwick d'Anglaterra, l'Associació per a les Dones en Desenvolupament de Bangkok i l'Institut Internacional per a l'Educació per a la Pau a Corea del Sud, Turquia, Grècia i Costa Rica, el Fòrum Econòmic Mundial a Davos, el D.D. Festival d'Idees Kosimbi a Goa (Índia), el Fòrum Mundial de la Justícia a La Haia i la Conferència DIP de les Nacions Unides a Austràlia, la Conferència TEDWomen a Monterrey (Califòrnia) i el Fòrum Mundial Islàmic dels Estats Units de Brookings. Ha estat fonamental per portar la veu de les dones afganeses al món i centrar l'atenció en la necessitat urgent dels drets, l'educació i la salut de les dones a l'Afganistan.